# Kinect Sports: Stagione 2
Kinect Sports: Stagione 2 (Kinect Sports: Season Two) è un videogioco per Xbox 360, uscito il 25 ottobre in Nord America e il 28 ottobre in Europa. Il gioco è il sequel di Kinect Sports. Nel gioco si potrà anche giocare con una modalità multigiocatore.

## Modalità di gioco
Nel gioco ci sono vari sport che sono: football americano, baseball, freccette, golf, sci, tennis e un contenuto scaricabile che costa 400 Microsoft Points: pallacanestro.